# 外贝加尔地区彼得罗夫斯克区
50°59′N 109°03′E / 50.983°N 109.050°E

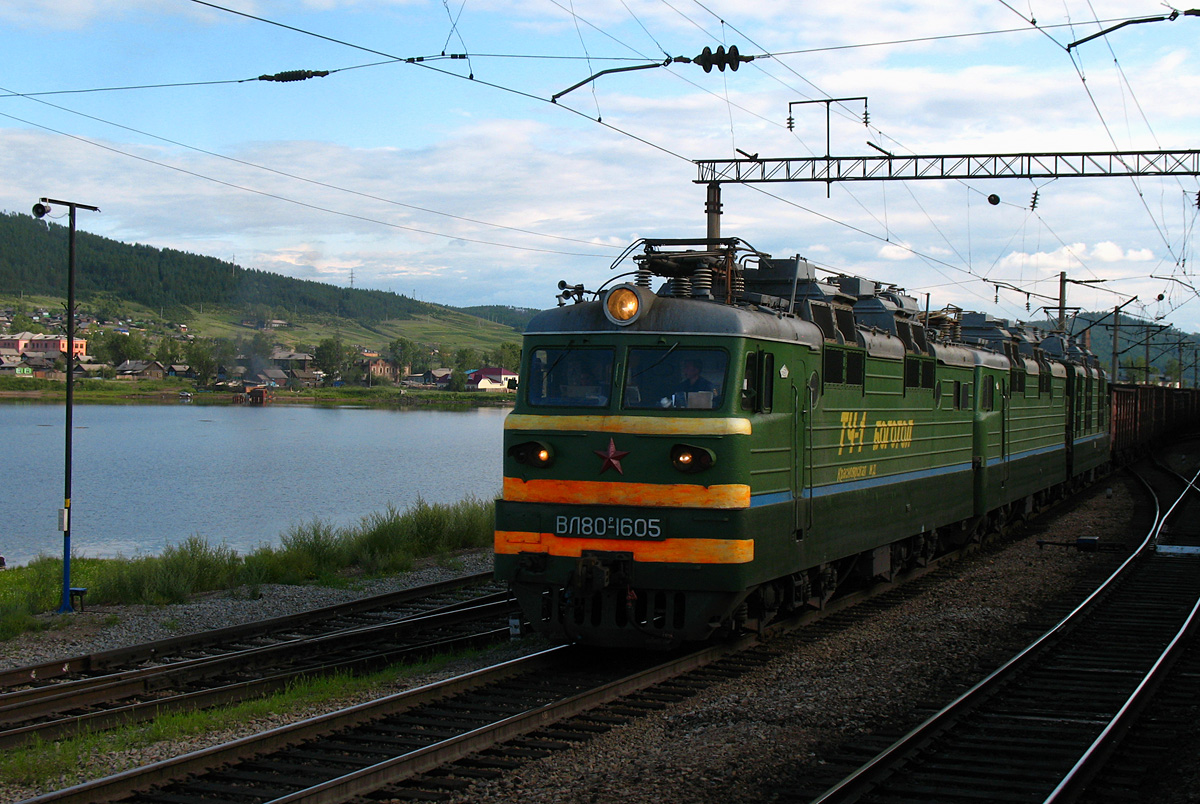

外贝加尔地区彼得罗夫斯克区（羅馬化：Petrovsk-Zabaykal'skiy rayon）是俄羅斯的一個區，位於該國西部，由外貝加爾邊疆區負責管轄，行政中心为外贝加尔地区彼得罗夫斯克。始建於1926年1月4日，面積8,700平方公里，2010年人口37,900，人口密度每平方公里4.36人。